# 切斯特頓 (馬里蘭州)
切斯特頓（英語：Chestertown）是美國馬里蘭州肯特縣的縣治。 根據2010年人口普查，该城人口达5,252人。
切斯特頓於1805年註冊成立，取名自切斯特河。

## 地理
切斯特頓的座標為39°13′10″N 76°4′6″W / 39.21944°N 76.06833°W。根據2000年人口普查，本城面積為2.91平方英里（7.54平方），其中2.60平方英里（6.73平方）為陸地，0.31平方英里（0.80平方）為水域。根據1790年人口普查，切斯特頓是美國的人口中心。